# Villanos Disney
Disney Villains, o Villanos Disney, es una franquicia formada por varios antagonistas de producciones de Walt Disney Pictures, con principal enfoque en personajes de producciones animadas, principalmente aquellos de las producciones de Walt Disney Animation Studios.
Es una de las principales franquicias de personajes de Disney Consumer Products bajo el sello Disney, junto con Mickey Mouse & Friends, Disney Princess, y Disney Fairies.

## Lista de villanos
Estos son los villanos "oficiales" utilizados en los productos comerciales de la compañía.
Miembros Principales
Estos villanos son los más utilizados en los productos, espectáculos en vivo, atracciones de los parques, y demás temas actuales relacionados con la franquicia Disney Villains, siendo también conocidos como "Los 13 Reflejos del Mal":
| Personaje             | Origen                              |
| --------------------- | ----------------------------------- |
| La Reina Malvada      | Snow White and the Seven Dwarfs     |
| Chernabog             | Fantasía                            |
| La Reina de Corazones | Alicia en el País de las Maravillas |
| El Capitán Garfio     | Peter Pan                           |
| Maléfica              | La Bella Durmiente                  |
| Cruella de Vil        | 101 dálmatas                        |
| Úrsula                | La Sirenita                         |

| Personaje       | Origen                         |
| --------------- | ------------------------------ |
| Gastón          | La bella y la bestia           |
| Jafar           | Aladdín                        |
| Oogie Boogie    | The Nightmare Before Christmas |
| Scar            | El Rey León                    |
| Hades           | Hércules                       |
| El Dr. Facilier | The Princess and the Frog      |

Miembros Menores
Personajes que aparecen o han aparecido en la franquicia con menos frecuencia:
| Personaje                                                                  | Origen                                 |
| -------------------------------------------------------------------------- | -------------------------------------- |
| Pete                                                                       | Mickey Mouse y sus amigos              |
| El Lobo Feroz                                                              | Los Tres Cerditos                      |
| El Espejo Mágico                                                           | Snow White and the Seven Dwarfs        |
| StrómboliEl Honrado Juan y Gedeón                                          | Pinocho                                |
| El Maestro de Ceremonias                                                   | Dumbo                                  |
| Willie el Gigante                                                          | Fun and Fancy Free                     |
| Las ComadrejasEl Jinete sin Cabeza                                         | The Adventures of Ichabod and Mr. Toad |
| Lady TremaineAnastasia y Drizella Lucifer                                  | La Cenicienta                          |
| El Rey de CorazonesLos Soldados NaipeEl Gato de CheshireEl Sombrerero Loco | Alicia en el País de las Maravillas    |
| El Señor Smee                                                              | Peter Pan                              |
| La Tía SarahSi y Am                                                        | La Dama y el Vagabundo                 |
| Diablo                                                                     | La Bella Durmiente                     |
| Gaspar y Horacio                                                           | 101 dálmatas                           |
| Madam Mim                                                                  | The Sword in the Stone                 |
| Shere KhanKaa                                                              | El Libro de la Selva                   |
| Edgar Balthazar                                                            | Los Aristogatos                        |
| El Príncipe JuanSir HissEl Sheriff de Nottingham                           | Robin Hood                             |
| Madame Medusa                                                              | The Rescuers                           |
| Amos Slade                                                                 | The Fox and the Hound                  |
| El Rey del MalChueco                                                       | The Black Cauldron                     |
| El Profesor Rátigan                                                        | The Great Mouse Detective              |
| Sykes                                                                      | Oliver y su pandilla                   |
| Flotsam y Jetsam                                                           | La Sirenita                            |
| Percival C. McLeachJoanna                                                  | The Rescuers Down Under                |
| LeFou                                                                      | La Bella y la Bestia                   |
| Iago                                                                       | Aladdín                                |
| Las Hermanas Sanderson                                                     | Hocus Pocus                            |
| Shenzi, Banzai y Ed                                                        | El Rey León                            |
| El Gobernador Ratcliffe                                                    | Pocahontas                             |
| Sid PhillipsScud                                                           | Toy Story                              |
| Juez Claude Frollo                                                         | El jorobado de Notre Dame              |

| Personaje                                       | Origen                            |
| ----------------------------------------------- | --------------------------------- |
| Pena y Pánico                                   | Hércules                          |
| Shan Yu                                         | Mulan                             |
| HopperMolt                                      | Bichos: Una aventura en miniatura |
| El CapatazEl Emperador Zurg                     | Toy Story 2                       |
| Clayton                                         | Tarzán                            |
| YzmaKronk                                       | The Emperor's New Groove          |
| Lyle Tiberius RourkeHelga Sinclair              | Atlantis: el imperio perdido      |
| Randall BoggsHenry J. Waternoose                | Monsters, Inc.                    |
| El Capitán GantuJumba JookibaEl Dr. Hämsterviel | Franquicia de Lilo & Stitch       |
| John SilverScroop                               | El planeta del tesoro             |
| Bruce                                           | Buscando a Nemo                   |
| Síndrome                                        | Los Increíbles                    |
| Chick Hicks                                     | Cars                              |
| Bowler Hat Guy                                  | Meet the Robinsons                |
| Chef Skinner                                    | Ratatouille                       |
| AUTO                                            | WALL-E                            |
| Charles F. Muntz                                | Up                                |
| Lotso                                           | Toy Story 3                       |
| Madre GothelLos Hermanos Stabbington            | Enredados                         |
| Miles AxlerodEl Profesor Z                      | Cars 2                            |
| Mor'du                                          | Brave                             |
| El Rey Candy                                    | Wreck-It Ralph                    |
| Ripslinger                                      | Aviones                           |
| El Príncipe HansEl Duque de Weselton            | Frozen                            |
| Cad Spinner                                     | Aviones: Fire & Rescue            |
| Yokai                                           | Big Hero 6                        |
| Estruendo                                       | The Good Dinosaur                 |
| Dawn Bellwther                                  | Zootopia                          |
| TamatoaLos Kakamora                             | Moana                             |
| Ernesto de la Cruz                              | Coco                              |
| Evelyn Deavor                                   | Los Increíbles 2                  |
| Dragón                                          | Toy Story 4                       |
| El Rey Magnífico                                | Wish: el poder de los deseos      |

## Merchandising
Productos centrados en los Villanos Disney estaban disponibles en la antigua tienda Villains in Vogue en Sunset Blvd, en Disney's Hollywood Studios. Esta primera tienda tuvo tanto éxito que la tienda Villain Shop de Disneyland se abrió posteriormente en 1991. Ambas tiendas terminaron cerrando con el tiempo.
Hay una sub-fraquicia derivada de Disney Villains llamada Disney's Divas of Darkness. La línea incluye a principalmente a la Reina Malvada, la Reina de Corazones, Maléfica, Cruella de Vil, y Úrsula. Ocasionalmente, Lady Tremaine, Madam Mim, Madame Medusa, Yzma y Madre Gothel también han sido incluidas en algún momento.
La línea Villains Designer Collection muestra la elegante maldad de las villanas de Disney. Esta línea de productos incluye a Maléfica, Cruella de Vil, la Reina Malvada, la Reina de Corazones, Úrsula y Madre Gothel.

### Libros
Se han publicado varios libros dedicados a los villanos de Disney. Entre ellos están:
- Disney Villains: The Top Secret Files, por Jeff Kurtti
- Disney's The Villains Collection: Stories from the Films, por Todd Strasser
- Disney's Villains: A Pop-Up Book, por Walt Disney Company
- Disney Villains: The Essential Guide, por DK Publishing
- Disney Villains (Ultimate Sticker Books), por DK Publishing
- Disney Villains: The Essential Guide to the Evilest of Them All, por DK Publishing

También hay libros para colorear, como Disney Villains: All the Rage y Disney Villains Giant Book to Color ~ Diabolical Deeds!

## Apariciones

### Parques temáticos y espectáculos en vivo

#### Villains Land
En agosto de 2024, se anunció que se construiría un área temática centrada en los Villanos Disney en Magic Kingdom, en Walt Disney World. El área, llamada Villains Land, se describe como el hogar de los Villanos Disney de las películas de Walt Disney Animation Studios.

#### Fantasmic!
Los Villanos Disney juegan un papel vital en el espectáculo nocturno Fantasmic!, en los parques temáticos Disneyland y Disney's Hollywood Studios. En el espectáculo, la Reina Malvada decide que es momento de acabar con Mickey Mouse de una vez por todas, e involucra a otros villanos para que la ayuden.

#### Mickey's Not-So-Scary Halloween Party

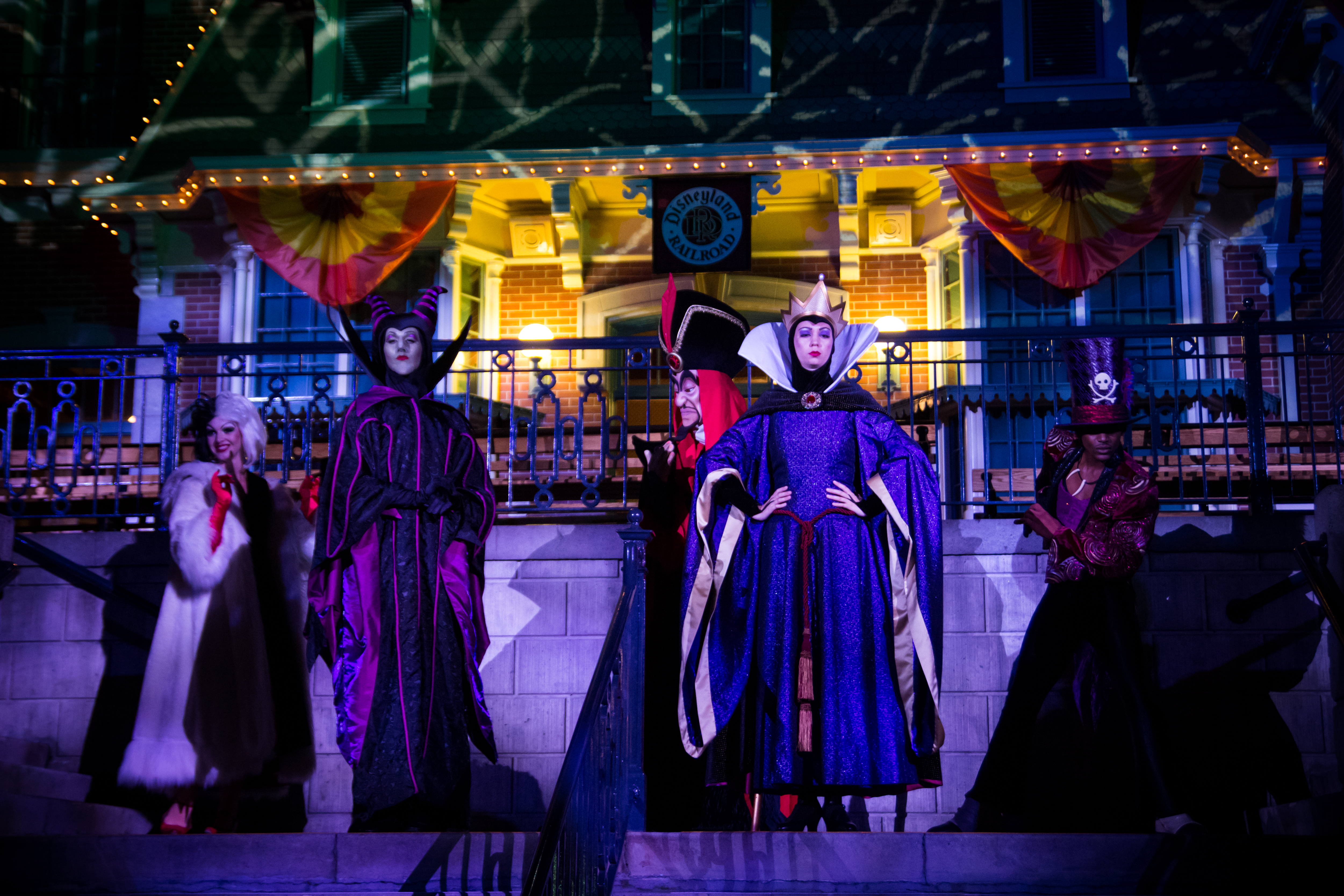
Cruella de Vil, Maléfica, Jafar, la Reina Malvada y el Dr. Facilier durante Mickey's Not-So-Scary Halloween Party.

Los Villanos aparecen en Mickey's Not-So-Scary Halloween Party, un evento con temática de Halloween que se realiza anualmente durante los meses de septiembre y octubre en el parque temático Magic Kingdom de Walt Disney World y en Disneyland Paris. Un espectáculo en el escenario de conocer y saludar a los villanos dirigidos por el Dr. Facilier (antes de 2011 por Maléfica) llamado "The Disney Villains Mix and Mingle" se lleva a cabo en el Castillo de la Cenicienta. Entre ellos se encuentran la Reina Malvada, la Reina de Corazones, el Capitán Garfio, entre otros. Durante el espectáculo de fuegos artificiales HalloWishes, algunos villanos llegan a la celebración, comenzando con Úrsula "participando" en la fiesta y agregando su propia mezcla musical a las festividades. Jafar y Oogie Boogie pronto la siguen, y por último llega Maléfica mostrando a la audiencia cómo debería celebrarse Halloween realmente.

#### Dream Along with Mickey
En el espectáculo en el escenario Dream Along with Mickey en el parque temático Magic Kingdom de Walt Disney World, los Villanos Disney aparecen para amenazar a Mickey Mouse, Minnie Mouse, el Pato Donald y Goofy. Maléfica afirma que dado que la gente ya no cree en los sueños, es el momento perfecto para que ella regrese al poder y haga de Magic Kingdom "El lugar donde las pesadillas se hacen realidad" (una burla del eslogan sobre los Parques Disney "El lugar donde los sueños se hacen realidad").

#### Villains Tonight
Los Villanos Disney protagonizan como personajes principales el espectáculo de variedades de Disney Cruise Line Villains Tonight. Esta producción teatral musical presenta a Hades en una búsqueda para conseguir más maldad en el Inframundo al convocar a los villanos más poderosos de Disney para que pueda conservar su trabajo. El espectáculo presenta a Maléfica, Jafar, la Reina Malvada, Cruella de Vil, el Capitán Garfio, Scar, Yzma, Úrsula, y Chernabog en una variedad de situaciones cómicas mientras realizan varios números musicales en sus respectivas apariciones. Este programa debutó en el crucero Disney Magic el 27 de marzo de 2010 y en el Disney Dream el 26 de enero de 2012.

#### Disney Villains: Unfairly Ever After
En septiembre de 2024, se anunció que el espectáculo Lightning McQueen's Racing Academy sería cerrado permanentemente en octubre del mismo año, para ser sustitudio por un espectáculo nuevo centrado en los Villanos Disney. El espectáculo, con el nombre Disney Villains: Unfairly Ever After ("Villanos Disney: Injustos Para Siempre"), debutará el 27 de mayo de 2025 en el Sunset Showcase Theater en Disney's Hollywood Studios.

### Televisión ystreaming

#### House of Mouse
En la serie House of Mouse, muchos de los Villanos Disney aparecen como cameo siendo parte del público en el club titular, aunque algunos como Pete, Mortimer Mouse, Jafar, Hades, o el Lobo Feroz han tenido mayor participación como personajes recurrentes, y también han actuado como antagonistas. Entre las apriciones de villanos en grupo en la serie, destacan los episodios "House of Crime", donde los villanos presentes en el club se veían sospechosos de una oleada de robos reciente, y "Pete's House of Villains", donde Pete toma el control del club y lleva el negocio junto a varios villanos.

#### Érase una vez
Varios villanos aparecen representados en la serie Érase una vez, siendo personajes basados en los cuentos clásicos y parcialmente en los Villanos Disney, o siendo una completa referencia a villanos originarios de producciones de Disney. Entre los villanos de la serie que hacen principalmente referencia a los villanos de producciones de Disney se encuentran Maléfica, Gastón, el Príncipe Hans, el Duque de Weselton, Úrsula, Cruella de Vil, Chernabog, Hades, Jafar, Lady Tremaine, Drizella Tremaine, Madre Gothel, y el Dr. Facilier. Entre ellos destaca la unión de Maléfica, Cruella y Úrsula durante la cuarta temporada formando un grupo conocido como "Las Reinas de la Oscuridad", al que también se unió Regina Mills (también parcialmente inspirada en la Reina Malvada).

#### Franquicia deDescendants
Los hijos de los Villanos Disney son el centro en la historia de las películas para televisión de Descendants.
En la Película Original Disney Channel Descendants, aparecen cuatro hijos de los Villanos Disney, quienes están encarcelados en "La Isla de los Perdidos" con otros villanos y secuaces, siendo Maléfica la líder de la isla, y villana principal de la película. Mal, Jay, Evie y Carlos, los hijos de Maléfica, Jafar, la Reina Malvada y Cruella de Vil, respectivamente, son enviados al reino de Áuradon con los héroes, y por órdenes de sus padres, deben robar la varita mágica del Hada Madrina.
En la serie animada de cortos, Descendants: Wicked World, también aparecen varios hijos de villanos, como Freddie, hija del Dr. Facilier, CJ, hija del Capitán Garfio, y Zevon, hijo de Yzma.
En la secuela, Descendants 2, son introducidos Uma, Harry, Gil, y Dizzy, los hijos de Úrsula, el Capitán Garfio, Gastón, y Drizella, respectivamente. Mientras los tres primeros actúan como los antagonistas principales de la película, Dizzy se muestra como una chica bastante amigable. En la película, se escucha a Úrsula gritando desde la cocina de su restaurante, mostrando solamente un tentáculo de ella asomando por la puerta, mientras que a Lady Tremaine se la escucha gritar a su nieta Dizzy desde la planta superior de su peluquería, sin llegar a hacer ninguna de las dos villanas una aparición física.
En la tercera entrega, Descendants 3, Hades aparece como uno de los personajes centrales, y se muestra a Lady Tremaine, el Dr. Facilier y su hija Celia, y el Señor Smee y sus dos hijos Squeamy y Squirmy.
En la película spin-off, Descendants: The Rise of Red, hacen aparición la Reina de Corazones, y versiones jóvenes de ella, el Capitán Garfio, Maléfica y Hades. También hace aparición Red, hija de la Reina de Corazones.
En la quinta película, Descendants: Wicked Wonderland, son introducidos Pink, hija de la Reina de Corazones, Hazel, hija del Capitán Garfio, y Felix, hijo del Dr. Facilier.

#### Cortometrajes deLos Simpson
En el cortometraje Welcome to the Club de Los Simpson para la plataforma de streaming Disney+, Lisa Simpson desea ser una Princesa Disney, pero se encuentra con varios Villanos Disney: La Reina Malvada (en su forma de Bruja), la Reina de Corazones, el Capitán Garfio, Maléfica, Cruella De Vil, Kaa, Úrsula, Jafar, Scar y Hades; los cuales a través de un número musical intentan mostrarle que ser un villano es más divertido.
En The Most Wonderful Time of The Year, otro cortometraje de Los Simpson para Disney+, los Villanos Disney se unen a Sideshow Bob, junto con otros villanos de franquicias de otras marcas de Disney, cantando un villancico por Halloween.

#### Especiales deLego Disney Princess
Gastón, Iago y Maléfica (en su forma de dragón) aparecen como antagonistas en el espeical de Lego para Disney+ Lego Disney Princess: The Castle Quest.
Gastón regresa en la secuela Lego Disney Princess: Villains Unite, donde ahora se alía con Úrsula, Jafar, la Reina Malvada y Sir Hiss.

### Películas directas a vídeo

#### Mickey's House of Villains
En la película basada en la serie House of Mouse, Mickey's House of Villains, Jafar planea hacerse con el control de la House of Mouse la noche de Halloween, y convertirlo en un local solamentemente para villanos. Cuando llega el momento esperado, los villanos se unen durante la canción "It's Our House Now", tomando el control del club y expulsando a los buenos.

#### Once Upon a Halloween
En la película Once Upon a Halloween, la Reina Malvada quiere apoderarse de la noche de Halloween, y para ello, intenta encontrar un villano que le ayude, observando varios villanos en su caldero. Entre ellos, Pete, Úrsula, el Capitán Garfio, Yzma, el Profesor Rátigan, Alameda Slim, el Juez Claude Frollo, y el Rey del Mal son quienes tienen un enfoque principal.

### Videojuegos

#### Disney's Villains' Revenge
En el videojuego Disney's Villains' Revenge, aparecen como villanos el Capitán Garfio, la Reina Malvada, la Reina de Corazones, y el Maestro de Ceremonias. En el juego, los villanos intentan cambiar la historia de sus películas para tener ellos su propio "final feliz".

#### Serie deKingdom Hearts
En la serie de videojuegos de Kingdom Hearts, aparecen varios Villanos de Disney. En los juegos, hay un grupo conocido como "Los Villanos", el cual es liderado por Maléfica, con Pete como segundo al mando, en el que hay villanos que trabajan para ella, los cuales son: Hades, Jafar, Úrsula, el Capitán Garfio, y Oogie Boogie. Más tarde se unieron temporalmente Scar y el Capitán Barbossa de Piratas del Caribe como socios de Pete.
Los Villanos normalmente aparecen en distintos mundos basados en sus películas, siendo Maléfica y Pete los únicos que comúnmente visitan otros mundos.
También hay otros villanos que no pertenecen al grupo de Maléfica y actúan por cuenta propia. Algunos son pertenecientes a la lista oficial de la franquicia, como la Reina de Corazones, Clayton, Chernabog, Shan Yu, la Reina Malvada, Lady Tremaine y sus hijas, Gantu, el Juez Frollo, Gastón, el Rey Candy, Madre Gothel, Randall Boggs, y el Príncipe Hans.
Entre otros villanos de producciones de Disney en los juegos, se encuentran Sabor de Tarzán, Monstruo de Pinocho, el PCM y Sark de Tron, Clu de Tron: Legacy, los Beagle Boys de Los tres mosqueteros, Julius de Runaway Brain, los Ciber-Bichos de Wreck-It Ralph, y Davy Jones, el Kraken y Cutler Beckett de Piratas del Caribe.

#### Disney Twisted-Wonderland
El juego para móviles Disney Twisted-Wonderland está enfocado en Night Raven College, una academia cuyos estudiantes viven en siete dormitorios diferentes basados en diferentes Villanos Disney conocidos como "Los Siete Grandes": Heartslabyul, basado en la Reina de Corazones; Savanaclaw, basado en Scar; Octavinelle, basado en Úrsula; Scarabia, basado en Jafar; Pomefiore, basado en la Reina Malvada; Ignihyde, basado en Hades; y Diasomnia, basado en Maléfica.
Adicionalmente, varios miembros del personal de la academia están inspirados en algunos Villanos Disney, incluido el profesor de alquimia Divus Crewel inspirado en Cruella De Vil, el profesor de historia Mozus Trein inspirado en Lady Tremaine, el profesor de gimnasia Ashton Vargas inspirado en Gastón, y el propietario de la tienda de la escuela, Sam, inspirado en el Dr. Facilier.

#### Disney Villains Cursed Café
El 27 de marzo de 2025 se lanzó Disney Villains Cursed Café, un videojuego de simulación donde el jugador deberá preparar los pedidos para los Villanos Disney en una cafetería frecuentada por ellos, apareciendo los villanos con diseños adaptados al juego, vestidos con ropa moderna.

### Novelas

#### SerieKingdom Keepers
En la serie de libros de Kingdom Keepers de Ridley Pearson, varios Villanos Disney forman un grupo llamado "Overtakers", el cual es liderado por Chernabog, con Maléfica como segunda al mando.

#### SerieWicked Tales
En esta serie de libros, Lucinda, Ruby, y Martha, tres brujas hermanas, son las responsables de corromper y provocar sus sufrimientos a los respectivos personajes titulares de cada libro: la Reina Malvada en Fairest of All, Bestia en The Beast Within, Úrsula en Poor Unfortunate Soul, Maléfica en Mistress of All Evil, Madre Gothel en Mother Knows Best, y Cruella de Vil en Evil Thing. Mientras que ellas tres, son los personajes centrales en el sexto libro, The Odd Sisters.

#### SerieLa Isla de los Perdidos
En la serie de libros de La Isla de los Perdidos, basada en las películas de Descendants (leer arriba), además de las aventuras de Mal, Evie, Jay y Carlos, protagonistas de la película, muestra las vivencias de los villanos en la isla e introduce varios de sus descendientes, ya sean hijos o nietos. En los libros se muestra que el Doctor Facilier es el director y profesor de una de las clases de la escuela a la que asisten los hijos de los villanos, donde otras profesoras mostradas son Lady Tremaine y Madre Gothel.

### Juegos de mesa

#### Disney Villainous
Esta edición da la franquicia de juegos de mesa Villainous de Ravensburger pone a los jugadores en los papeles de los Villanos Disney. El juego incluye fichas que representan a los villanos, y varias cartas de juego con temáticas personales de cada villano. El lanzamiento inicial del juego base "The Worst Takes it All" fue en julio de 2018 e incluyó entre los villanos a la Reina de Corazones, Jafar, Maléfica, el Príncipe Juan, el Capitán Garfio y Úrsula.
En marzo de 2019, se lanzó el primer paquete de expansión, "Wicked to the Core", con tres villanos adicionales, la Reina Malvada, Hades y el Dr. Facilier. En julio de 2019, se lanzó "Evil Comes Prepared", con Rátigan, Scar e Yzma. Fue seguido en marzo de 2020 con "Perfectly Wretched", que incluye a Cruella de Vil, Madre Gothel y Pete. Luego, a fines de febrero de 2021, se lanzó "Despicable Plots" con tres villanos adicionales: Lady Tremaine, el Rey del Mal y Gastón. En marzo de 2022, se lanzó "Bigger and Badder", que presentó por primera vez a dos villanos de Pixar: Síndrome y Lotso; así como a Madam Mim.

## Legado
Una exhibición de 1999 en el Cartoon Art Museum titulada "The Disney Villains" incluyó exhibiciones con varios villanos de Disney, entre los cuales: la Reina, Strómboli, el Cazador de Bambi, el Hermano Zorro y el Hermano Blas de Canción del sur, Maléfica, Cruella de Vil, Shere Khan, Úrsula, y Clayton. También junto con ellos se encontraba la Bestia de La bella y la bestia debido a su papel antagónico al principio de la historia.
Los villanos de Disney demostraron su improntancia en la historia del cine cuando el American Film Institute incluyó en su lista de los 50 villanos más grandes de las películas a la Reina como la 10.ª, el Hombre de Bambi (específicamente el cazador que mató a la madre del protagonista) como el 20.º, y Cruella de Vil como la 39.ª